# Ramon Merli i Feixes
Ramon Merli i Feixes (Cardona, corregiment de Manresa, 1763 - Barcelona, 1838) fou un metge i escriptor català. Estudià filosofia i medicina a la Universitat de Cervera i es llicencià en l'última facultat el 1786, sent nomenat el 1793 primer metge de l'hospital militar de Figueres (corregiment de Girona); després fou destinat a l'exèrcit del Rosselló a El Voló, i finalment al quarter general. Establert novament a Catalunya, residí per cert temps a Vic, i el 1817 fou nomenat soci resident de l'Acadèmia de Medicina Pràctica de Barcelona, i el 1820 vocal de la Junta de Sanitat del Principat. Durant l'epidèmia de febre groga ocorreguda a la capital catalana el 1821, es distingí de tal manera que va merèixer els elogis arreu. L'Ajuntament de Cardona acordà donar el nom de Ramon Merli a un dels seus carrers. Va escriure: Arte de detener y aniquilar las epidemias y el verdadero secreto para no contagiarse en tiempo de peste (1815), així com diversos informes i uns treballs sobre religió publicats en el Diario de Barcelona amb el títol de Variedades.